# ابن فاتک
ابوالوفا محمودالدوله مبشر بن فاتک (قرن پنجم هجری) معروف به ابن فاتک؛ اصالتاً عرب و از اهالیِ دمشق و از شاگردانِ ابن‌هیثم بود.
تنها کتابی که از ابن فاتک به جا مانده، مختارالحکم می‌باشد؛ که زندگی‌نامه و شرحِ حالِ فیلسوفانِ کم‌وبیش افسانه‌وار است. کتابی که به عقیدهٔ عبدالرحمن بدوی، کتابِ زندگانیِ فیلسوفان، اثر دیوژن لائرتی منشأ اصلیِ آن است.